# Joeri Kondakov
Joeri Georgjevitsj Kondakov (Russisch: Юрий Георгиевич Кондаков) (Lesnoj, 27 november 1951) is een voormalig langebaanschaatser uit de Sovjet-Unie.
Kondakov werd in 1972 op het eerste WK voor junioren, mede dankzij drie afstandzeges, wereldkampioen. In 1975 werd hij allround kampioen van de Sovjet-Unie en op het WK allround in Oslo derde achter Harm Kuipers en landgenoot Vladimir Ivanov.
Hij was twee keer deelnemer op de Olympische Winterspelen (in 1976 en 1980). Op de Winterspelen van 1976 in Innsbruck veroverde hij de zilveren medaille op de 1500 meter achter de Noor Jan Egil Storholt. Op de Winterspelen van 1980 in Lake Placid eindigde hij op dezelfde afstand als vijfde.

## Persoonlijke records
| Afstand      | Tijd     | Datum            | Baan  |
| ------------ | -------- | ---------------- | ----- |
| 500 meter    | 39,09    | 29 december 1980 | Medeo |
| 1000 meter   | 1.19,01  | 14 april 1974    | Medeo |
| 1500 meter   | 1.56,01  | 29 maart 1980    | Medeo |
| 3000 meter   | 4.01,5   | 25 maart 1980    | Medeo |
| 5000 meter   | 7.05,2   | 19 november 1976 | Medeo |
| 10.000 meter | 15.05,17 | 16 maart 1975    | Medeo |

### Wereldrecords
| Nr. | Afstand    | Tijd    | Datum         | Baan  |
| --- | ---------- | ------- | ------------- | ----- |
| 1.  | 5000 meter | 7.08,92 | 24 maart 1975 | Medeo |

## Resultaten
| Jaar | EK Allround | WK Allround | Olympische Spelen | WK Junioren |
| ---- | ----------- | ----------- | ----------------- | ----------- |
| 1972 |             |             |                   | Goud        |
| 1973 |             | 11e         |                   |             |
| 1974 | 8e          | 6e          |                   |             |
| 1975 | 6e          | Brons       |                   |             |
| 1976 | 11e         | 14e         | 1500m             |             |
| 1977 |             |             |                   |             |
| 1978 | 6e          |             |                   |             |
| 1979 |             |             |                   |             |
| 1980 |             |             | 5e 1500m          |             |

### Medaillespiegel
| Kampioenschap     | Goud | Zilver | Brons |
| ----------------- | ---- | ------ | ----- |
| Olympische Spelen | 0    | 1      | 0     |
| WK Allround       | 0    | 0      | 1     |
| WK Junioren       | 1    | 0      | 0     |